# Arztnetz
Ein Arztnetz bzw. Praxisnetz ist ein Zusammenschluss niedergelassener Haus- und Fachärzte verschiedener Fachrichtungen und Psychotherapeuten sowie Vertreter anderer Gesundheitsberufe (z. B. Physiotherapeuten oder Logopäden) aus dem ambulanten oder stationären Bereich in einer Region. Durch den Zusammenschluss soll eine Disziplinen übergreifende, wohnortnahe ambulante medizinische Versorgung in der Region organisiert werden. Zudem soll durch die Zusammenarbeit der verschiedenen Akteure und Einrichtungen die Qualität sowie die Effizienz der ambulanten medizinischen Versorgung verbessert werden.

## Historie
Bereits seit Mitte der 1980er Jahre gab es erste Bemühungen um kooperative ärztliche Berufsausübungsformen. Mit dem „Zweiten GKV-Neuordnungsgesetz 1997“ (2. NOG) kam es zu einer Etablierung von Praxisnetzen. Das Gesetz hatte die Förderung neuer Versorgungsstrukturen im ambulanten Bereich durch eine stärkere Vernetzung von niedergelassenen Ärzten zum Ziel gehabt. Durch diese engere Kooperation zwischen den Vertragsärzten erhoffte sich der Gesetzgeber Qualitätsverbesserungen und mehr Wirtschaftlichkeit in der Versorgung.
In den darauffolgenden Jahren stieg die Zahl der Ärztenetze kontinuierlich. Zählte man in 2002 bundesweit noch rund 200 Netze, in denen rund 10.000 niedergelassene Ärzte zusammengeschlossen waren, sind es heute circa 400 Netze mit schätzungsweise rund 30.000 Ärzten. Etwa ein Viertel (27 %) der niedergelassenen Ärzte in Deutschland gehört heute einem Ärztenetz an. Dabei gibt es große Unterschiede zwischen den Netzen. Einige bündeln zahlreiche Ärzte einer Region, so dass diese eine hohe Verbindlichkeit und funktionierende Managementstrukturen aufweisen, Verträge mit Krankenkassen abgeschlossen haben und einen Teil der medizinischen Versorgung selbst gestalten. Andere haben sich für weniger verbindliche Strukturen entschieden.

## Vertragsgestaltung und gesetzliche Grundlagen
Da der Begriff Praxis- oder Ärztenetz nicht gesetzlich definiert ist, bietet er den beteiligten Vertragspartnern einen großen Spielraum in der Gestaltung ihrer Zusammenarbeit. Dadurch haben sich im Laufe der Jahre viele unterschiedliche Vernetzungen zwischen den niedergelassenen Vertragsärzten gebildet. Sie reichen von losen, aber regelmäßigen Treffen bis zu Gesundheitsunternehmen mit einer festen vertraglichen Grundlage.
Die gesetzliche Vorgabe ist im Rahmen von Strukturverträgen nach § 73a SGB V oder von Modellvorhaben nach § 63 ff. SGB V verankert. Auch die Aufhebung der vormals starken sektoralen Trennung der Aufgaben zwischen ambulanter (d. h. niedergelassener Ärzte) und stationärer Versorgung (Krankenhaus) sowie Rehabilitation (Nachsorge) führt zu neuen Herausforderungen. Gesetzliche Grundlage bildet das GKV-Modernisierungsgesetz (GMG) (BGB, 2003), welches Anfang 2004 in Kraft trat. Darin wird die Integrierte Versorgung gemäß den neuen Regelungen in § 140a bis § 140d SGB V als bedarfsorientierte, Sektor übergreifende und moderne Versorgungsform definiert.

## Umsetzungsformen und Aufgabengebiete
Meist entsteht zunächst ein loser Verbund von 15 bis 100 niedergelassenen Ärzten einer Stadt oder Region, um die Versorgung vor Ort zu verbessern. Daraus bilden sich später teilweise enge unterschiedliche Praxis- oder Ärztenetze zwischen niedergelassenen Vertragsärzten.
Praxis- oder Ärztenetze nehmen folgende Aufgaben für ihre Mitglieder wahr:
- Gemeinsame Interessenvertretung gegenüber Krankenkassen und Politik
- Förderung und Unterstützung der Berufsausbildung in der freien Arztpraxis
- Sicherung der Marktposition insbesondere der niedergelassenen Vertragsärzte
- Einsatz für freie Arztwahl und Therapiefreiheit für die Patienten
- Nutzung neuer Vertragsmöglichkeiten im Gesundheitswesen
- Organisation von notwendiger und wichtiger Fortbildung ohne weite Wege für die Teilnehmer
- Hilfe und Unterstützung zur Vertragserfüllung durch die Netzzentrale
- Nutzen besserer Einkaufsbedingungen[3][4]

## Instrumente der Netzsteuerung
- Instrumente und Maßnahmen zur Steigerung der Patientensouveränität u. a.:
  - die Durchführung von Patientenbefragungen
  - der Einsatz eines Patientenvertreters
  - die Entwicklung und Verteilung netzeigener (unabhängiger) Patientenleitlinien und Patientendossiers
  - die Durchführung von Patiententagen und Informationsveranstaltungen
  - die enge Kooperation mit Selbsthilfegruppen
  - Veröffentlichung von Patientenmagazinen

- Instrumente und Maßnahmen zur Steigerung der Struktur-, Prozess- u. Ergebnisqualität u. a.:
  - professionelle  Qualitäts- und Effizienzzirkelarbeit mit verpflichtender Teilnahme der Praxen
  - regelmäßige interne und externe Praxisteamschulungen
  - die Implementierung eines sog. Risikomanagementsystems
  - Qualitätssicherung durch Adaption und Umsetzung von evidenzbasierten Leitlinien
  - verpflichtende Einführung von Qm-Strukturen sowie die verbindliche Umsetzung von praxisübergreifenden Arbeits- und Verfahrensanweisungen
  - Zertifizierung der Netzmanagementstrukturen nach DIN EN ISO 9001:2008
  - Aufbau eines Sets an Qualitätsindikatoren sowie – darauf aufbauend – die Einführung eines netzziel- bzw. erfolgsorientierten internen Vergütungssystems
  - Durchführung von Mitgliederbefragungen
  - Veröffentlichung der Netzergebnisse in Form von Jahresberichten

- Instrumente und Maßnahmen zur Steigerung der Versorgungseffizienz u. a.:
  - Übernahme einer Budgetverantwortung für eingeschriebene Versicherte
  - Einführung aktivitäts- und erfolgsorientierter Vergütungsansätze (pay for performance)
  - differenziertes Monitoring und Controlling medizinischer und ökonomischer Indikatoren
  - Schulungsmaßnahmen zum Thema Polypharmakotherapie

## Anerkennung und Förderung
Mit der Aufnahme von Praxisnetzen in das Fünfte Sozialgesetzbuch (SGB V § 87b) im Rahmen des „GKV-Versorgungsstrukturgesetzes“ (GKV-VSG) von 2012 fiel der Startschuss zunächst für die Anerkennung und später auch für die finanzielle Förderung von Praxisnetzen. Die Kassenärztliche Bundesvereinigung (KBV) entwickelte eine bundesweite Rahmenvorgabe als Grundlage für eigene Richtlinien der regionalen Kassenärztlichen Vereinigungen (KVen). Mittlerweile gibt es bereits rund 70 Netze, die sich haben anerkennen lassen. Mit dem 2015 folgenden GKV-Versorgungsstärkungsgesetz schaffte der Gesetzgeber dann die Möglichkeit, dass Praxisnetze finanziell gefördert werden können. Einige Kassenärztliche Vereinigungen haben bereits eigene Förderrichtlinien erlassen.

## Anforderungen für die Anerkennung von Praxisnetzen
Um als förderungswürdig anerkannt zu werden, werden an Praxisnetze besondere Anforderungen gestellt. So müssen bestimmte Strukturvorgaben erfüllt sein. Zudem werden bestimmte Anforderungen an die Qualität der Versorgung gestellt und die Netze müssen nachweisen, dass sie in der Lage sind, eine qualitativ hochwertige effiziente Versorgung durch ihre fachliche Zusammenarbeit zu steigern.

### Größe
Um einen regionalen Austausch auf fachlicher Ebene zu ermöglichen, dürfen Praxisnetze weder zu groß noch zu klein sein. Die Rahmenvorgabe der Kassenärztlichen Bundesvereinigung sieht deshalb mindestens 20 und höchstens 100 vertragsärztliche und psychotherapeutische Praxen für ein Netz vor.

### Zusammensetzung
Praxisnetze zeichnen sich durch ihren fachgruppenübergreifenden Charakter aus. Um diesen Anspruch gerecht zu werden, müssen mindestens drei Fachgruppen im Praxisnetz vertreten sein. In jedem Fall müssen dabei Hausärzte beteiligt sein.

### Versorgungsgebiet
Um eine wohnortnahe ambulante medizinische Versorgung in einer Region organisieren zu können, müssen sich die Netzpraxen in einem zusammenhängenden Gebiet befinden.

### Rechtsform
Um einen Antrag auf Anerkennung stellen zu können, müssen sich die Praxen in Form einer Personengesellschaft, einer eingetragenen Genossenschaft, eines eingetragenen Vereins oder einer Gesellschaft mit beschränkter Haftung zusammenschließen. Der Zusammenschluss muss bei der Antragstellung seit mindestens drei Jahren bestehen.

### Kooperationen
Um eine umfassende Versorgung zu ermöglichen, können andere Gesundheitsberufe in das Praxisnetz einbezogen werden. Auch sektorenübergreifende Kooperationen mit Krankenhäusern tragen zu einer umfassenden Versorgung bei. Förderungswillige Praxisnetze müssen deshalb eine verbindliche Kooperationsvereinbarung nachweisen.

### Gemeinsame Standards
Für die in Praxisnetzen intensivierte fachliche Zusammenarbeit sind Standards festzulegen. Dabei geht es um das Qualitätsmanagement, die Beteiligung an vereinbarten Maßnahmen zum Wissens- und Informationsmanagement, sowie zur Unabhängigkeit gegenüber Dritten (z. B. Pharmaunternehmen).

### Management
Professionelle Praxisnetze benötigen ein eigenes Netzmanagement, um tragfähige Strukturen aufbauen zu können. Um anerkannt zu werden, muss das Netz deshalb über eine Geschäftsstelle, einen Geschäftsführer und einen ärztlichen Leiter bzw. Koordinator verfügen.

### Versorgungsziele
Neben den strukturellen Anforderungen müssen Netze für die Anerkennung durch die Kassenärztlichen Vereinigungen darlegen, mit welchen Maßnahmen sie eine effiziente, auf die Bedürfnisse der Patienten ausgerichtete Versorgung sicherstellen wollen. Dabei geht es zum einen unter dem Stichwort Patientenzentrierung darum, die medizinische Versorgung, aber auch die Abläufe und Strukturen in den Praxen stärker auf die Bedürfnisse der Patienten auszurichten. Unter dem Punkt kooperative Berufsausübung werden Maßnahmen zusammengefasst, die eine Verbesserung der Zusammenarbeit aller Beteiligten im Netz herbeiführen sollen. Je besser die Zusammenarbeit funktioniert, desto mehr profitieren die Patienten.

## Anerkennungsstufen
Die Rahmenvorgabe unterscheidet zwischen drei Anerkennungsstufen: Basis-Stufe, Stufe I und Stufe II. Eine Anerkennung ist in allen drei Stufen möglich – Netze können je nach ihrem Entwicklungsstand einsteigen und müssen dabei keiner Anerkennungs-Hierarchie folgen. Die Strukturanforderungen sind für alle Stufen gleich. Die Anforderungen bei den Versorgungszielen steigen von Stufe zu Stufe und bauen aufeinander auf. Es besteht aber keine Pflicht zur Weiterentwicklung in die nächsthöhere Stufe.

## Erfolgsfaktoren von Arztnetzen
Die Kernelemente einer erfolgreichen Vernetzung sind
- das Zusammenführen einer ausreichenden Zahl niedergelassener Ärzte bei enger Vernetzung mit anderen Leistungsanbietern aus der Region, auch aus dem pflegerischen und sozialen Bereich
- die Etablierung einer ärztlich dominierten Managementgesellschaft
- ein sektorübergreifendes Versorgungsmanagement, das sich ausdrückt in einer qualitätsgesicherten Optimierung von Behandlungsprozessen
- die Förderung von Primär-, Sekundär- und Tertiärprävention
- eine morbiditätsorientierte Evaluation zur weiteren Optimierung
- die Übernahme der Budgetverantwortung für eingeschriebene Patienten
- die definierte Aufteilung des Erfolgs zwischen regionalem Versorgungsnetz und Krankenkassen
- eine erfolgs- bzw. qualitätsorientierte Vergütung

## Vorteile von Praxisnetzen
In einem Praxisnetz bleibt bei gleichzeitiger verbesserter Zusammenarbeit mit anderen Leistungserbringern die Selbständigkeit der ärztlichen und psychotherapeutischen Tätigkeit bewahrt. Praxen werden damit in die Lage versetzt, ihr Leistungsspektrum zu erweitern und effizienter zu arbeiten. Zudem können oftmals unnötige Doppeluntersuchungen vermieden und eine insgesamt mehr auf die Patienten abgestimmte Versorgung erreicht werden. Die Patienten profitieren von einer Verbesserung der Qualität durch einheitliche Qualitätsstandards. Dies führt zu einer verbesserten Effizienz der Versorgung und zu einer hohen Patientenzufriedenheit, die bei Patienten in Praxisnetzen tendenziell etwas besser ist.

## Praxisnetze als Innovationsmotoren
Um die Qualität und Effizienz der ambulanten medizinischen Versorgung auf regionaler Ebene zu verbessern, entwickeln und beteiligen sich Praxisnetze häufig an Projekten zur Verbesserung der Versorgung vor Ort. Darüber hinaus wirken sie auch in größeren Projekten, die der Entwicklung neuer Versorgungsformen dienen, mit.
Schließlich geht es unter dem Stichwort verbesserte Effizienz/Prozessoptimierung darum, wie mit den vorhandenen Mitteln eine bestmögliche Versorgung organisiert werden soll. Hier helfen beispielsweise strukturierte Abläufe, klare Regeln, aber auch Potenzialanalysen, um eine Verbesserung der Effizienz zu erreichen.

## Agentur deutscher Ärztenetze
Einige der großen Ärztenetze und Gesundheitsverbünde haben sich mit dem Verband der niedergelassenen Ärzte Deutschlands zusammengeschlossen, um ihre Interessen und Kompetenzen in einer gemeinsamen Netzagentur zu bündeln und sich auf Bundesebene besser zu positionieren. Am 8. Juli 2011 wurde in Berlin der Verein „Agentur deutscher Ärztenetze“ aus der Taufe gehoben. Der Verband ist politischer Interessenvertreter für die rund 400 Arztnetze in Deutschland, will seine Mitglieder bei der Professionalisierung unterstützen und Dienstleister bei Vertrags- und Versorgungskonzepten sein. Derzeit sind 22 ordentliche Mitglieder in der Agentur deutscher Arztnetze organisiert.